# Olympisches Dorf (Tokio 2020)

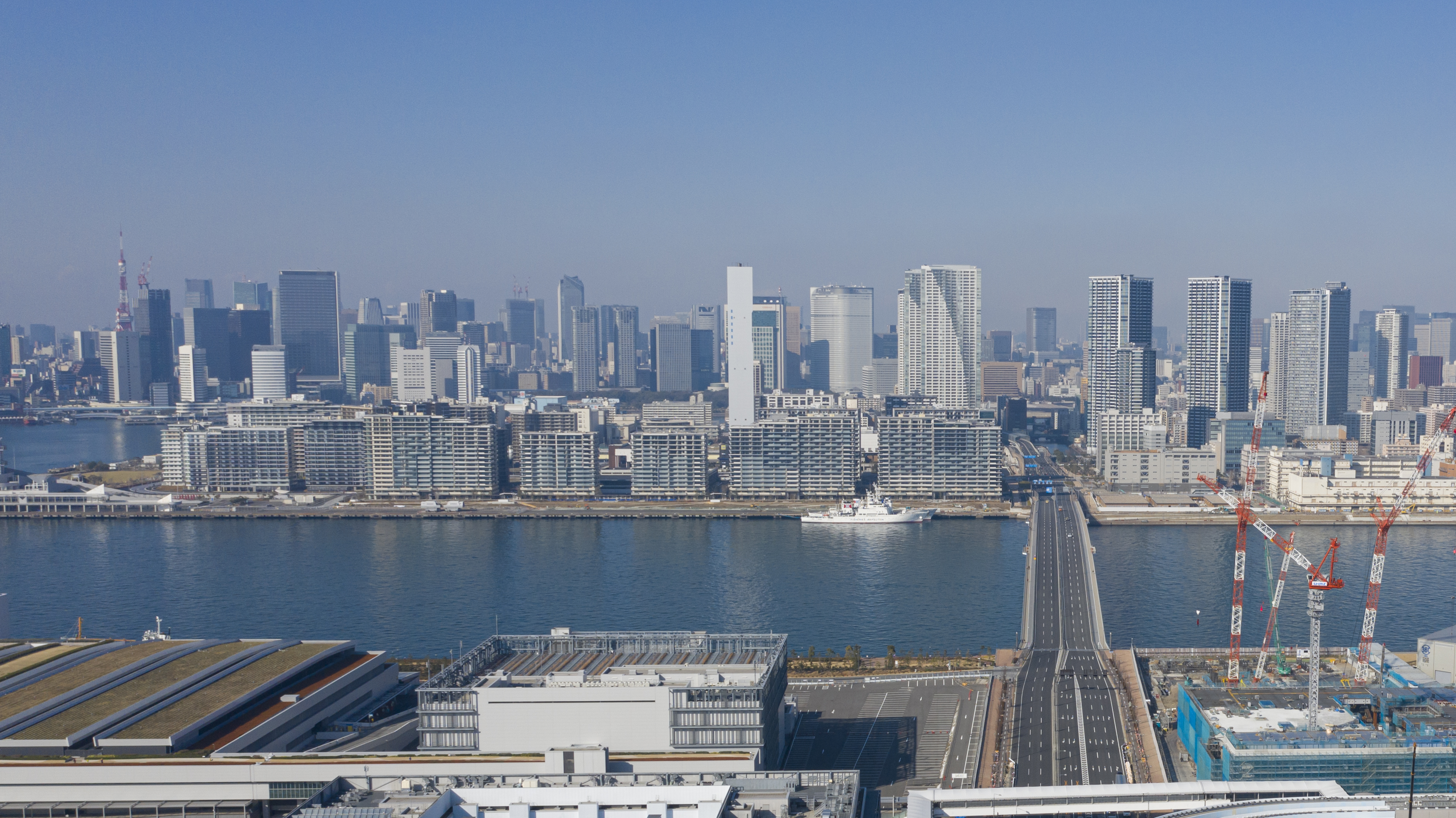
Das olympische Dorf Tokio (Bildmitte)

Landschaft vom olympischen Dorf aus gesehen

Das Olympische Dorf ist eine Wohnsiedlung in Tokio. Es wurde für die Unterbringung der Teilnehmer der Olympischen Spiele 2020 errichtet und befindet sich auf der Insel Harumi in der Bucht von Tokio. Die Anlage ist 44 Hektar groß. Das Olympische Dorf sollte während der Olympischen Spiele 18.000 Personen beherbergen, während der Paralympischen Spiele ungefähr 8000 Personen.
Aus Gründen der Nachhaltigkeit wurden die Betten für die Athleten aus Pappe gefertigt.
Nach der Nutzung als olympisches Dorf sollen temporäre Einrichtungen entfernt und die Gebäude als Wohnraum genutzt werden.